# Holden (cantante)
Holden, seudónimo de Joseph Carta (Roma, 15 de febrero de 2000), es un cantautor y productor discográfico italiano.

## Biografía
Nacido en Roma en 2000 y criado en los barrios EUR y Montagnola, Joseph Carta es el tercer y menor hijo del cantante Paolo Carta y su primera esposa Rebecca Galli; Tiene dos hermanos mayores, Jader y Jacopo, y una hermana menor, Paola, nacida de la relación de su padre con la cantautora Laura Pausini.
Su primer acercamiento a la música fue con producciones EDM y posteriormente trabajando como DJ en discotecas romanas. Después de graduarse en el liceo lingüístico Giuseppe Peano (RM), se dedicó a tiempo completo a escribir sus primeras canciones, primero en inglés y luego en italiano.

### 2019:Il giovane Holden
Su nombre artístico nació como homenaje a la novela Il giovane Holden (The Catcher in the Rye) del escritor estadounidense J.D. Salinger,  en la que el artista se identifica con el protagonista Holden Caulfield.
El 24 de marzo de 2019 lanzó su primer EP debut Il giovane Holden,  que incluye la canción del mismo nombre junto con las canciones Se stanno bene con te y Io rimego qua. Ese mismo año se lanzaron los sencillos Come le altre, Na na na (que fue certificado disco de oro seguido de platino ),  Non fa per me y Cadiamo insieme ( disco de oro certificado).

### 2020-2023:Prologoy obras inéditas
En 2020 se lanzaron las canciones Fratè y Barriere y realizó un dueto en la canción Mondo sommerso de Lowlow. En el mismo año lanzó los sencillos Se un senso c'è y Flute, esta última canción contó con la participación de Gemello, que anticipó su álbum debut Prologo, lanzado el 26 de marzo de 2021,   donde también se incluyeron las canciones Alieno, Roma-Milano y Cliché, en colaboración con Coez y Quentin40. El 22 de octubre de 2021, su canción Accelero ancora fue incluida en la banda sonora de la película Anni da cane, distribuida por Prime Video.
En 2022 se lanzaron los sencillos Farmi a pezzi,  Tu lo sai già  y Neon  e hizo un dueto en la canción Con te de Gemello. En enero de 2023 se lanzó el sencillo Lampi.

### 2023-2024: Participación enAmici 23yJoseph
En septiembre de 2023 participó en las audiciones de la vigésimo tercera edición del talent show musical Amici di Maria De Filippi emitido por Canale 5, accediendo luego a la fase inicial. En febrero de 2024 accede a la fase nocturna del programa uniéndose al equipo dirigido por los profesores Rudy Zerbi y Alessandra Celentano y en mayo siguiente llega a la final, quedando tercero en la categoría de canto y ganando el premio de radio.
Durante su participación en Amici lanzó varias canciones inéditas, entre ellas Dimmi che non è un addio (logrando el debut más alto en la historia del programa después de 20 horas desde su lanzamiento y siendo posteriormente certificado oro) y Nuvola (también certificada oro, convirtiendo al artista en el primer estudiante en certificar dos canciones diferentes antes del inicio de la fase nocturna del programa). Posteriormente lanzó las canciones Solo stanotte y Randagi, incluidas en su segundo EP Joseph, lanzado el 24 de mayo de 2024 que debutó en la sexta posición en la lista de álbumes FIMI. El mismo EP también incluye las canciones Ossidiana y Non siamo più noi a dúo con Gaia. En el verano de ese mismo año actuó en varios eventos musicales, entre ellos el Future Hits Live, RDS Summer Festival, TIM Summer Hits, Battiti Live, 105 Summer Festival, Yoga Radio Bruno Estate  y el Red Valley Festival.

### 2024-presente: Proyectos inéditos yHolden Tour
El 3 de noviembre de 2024, durante el sexto episodio de la vigésimo cuarta edición de Amici di Maria De Filippi, adelantó su nuevo sencillo Grandine, en colaboración con Mew, lanzado el 8 de noviembre. La canción luego debutó en la vigésimo quinta posición en la lista FIMI.
Del 13 al 29 de noviembre de 2024 tuvo lugar desde Florencia a Milán ' Holden Tour, su primera gira por los principales clubes de la península que agotó las fechas en Roma, Milán, Bolonia y Turín. El 18 de abril de 2025 se lanzó el sencillo Autodistruzione.

## Discografía

### Álbumes de studio
- 2021 – Prologo

### EP
- 2019 – Il giovane Holden
- 2024 – Joseph

### Sencillos
Como artista principal
- 2019 – Il giovane Holden
- 2019 – Se stavo bene con te
- 2019 – Io rimango qua
- 2019 – Come le altre
- 2019 – Na na na
- 2019 – Non fa per me
- 2019 – Cadiamo insieme
- 2020 – Fratè
- 2020 – Barriere
- 2020 – Se un senso c'è
- 2020 – Flute (feat. Gemello)
- 2021 – Alieno
- 2021 – Roma-Milano
- 2021 – Cliché (feat. Coez y Quentin40)
- 2022 – Farmi a pezzi
- 2022 – Tu lo sai già
- 2022 – Neon
- 2023 – Lampi
- 2023 – Dimmi che non è un addio
- 2023 – Nuvola
- 2024 – Solo stanotte
- 2024 – Randagi
- 2024 – Grandine (feat. Mew)
- 2025 – Autodistruzione

Como artista invitado
- 2020 – Mondo sommerso (Lowlow feat. Holden, del álbum Dogma 93)
- 2022 – Con te (Gemello feat. Holden, del álbum La Quiete)

## Giras
- 2024 – Holden Tour

## Programas de televisión
- Amici di Maria De Filippi 23 (Canale 5, 2023-2024) - concursante

## Premios y reconocimientos
- Amici di Maria De Filippi
  - 2024 – Premio de Radio[32]